# Bras-d’Asse
Bras-d’Asse – miejscowość i gmina we Francji, w regionie Prowansja-Alpy-Lazurowe Wybrzeże, w departamencie Alpy Górnej Prowansji.

## Demografia
Według danych na rok 1990 gminę zamieszkiwało 378 osób, a gęstość zaludnienia wynosiła 14 osób/km². W styczniu 2015 r. Bras-d’Asse zamieszkiwało 569 osób, przy gęstości zaludnienia wynoszącej 21,8 osób/km².